# オリエンタルランド
株式会社オリエンタルランド（英: Oriental Land  Co., Ltd.、略称：OLC）は、千葉県浦安市に本社を置き、米国のウォルト・ディズニー・カンパニーとのライセンス契約により東京ディズニーリゾート（TDR）を経営する京成グループの企業。後述の歴史的経緯から、千葉県も出資するため第三セクターでもある。日経平均株価並びにTOPIX Large70、JPX日経インデックス400の構成銘柄の一つ。傘下の事業者を含めて「オリエンタルランドグループ」または「OLCグループ」と称することがある。

## 概要
元々は純粋な事業会社として各施設の運営を直接行っていたが、現在は東京ディズニーランド（TDL）、東京ディズニーシー（TDS）の運営と同時にTDR関連事業、およびその他の事業を行うグループ各社を統括する事業持株会社となっている。
設立当時から、京成電鉄と三井不動産が二大株主であり、両社が多くの役員などを出向させていた。しかし三井不動産は2010年（平成22年）を最後に役員の出向をやめており、出資比率も10%以下に引き下げている。千葉県を始めとする自治体も出資しており、公共団体の出資比率は合計で4.36%である（2016年3月末現在）。2025年現在、筆頭株主である京成電鉄の株保有率は約20%となっている。京成電鉄の持分法適用関連会社であり京成グループの企業であるが、米国ディズニー社との契約の関係上「K'SEI GROUP」ロゴは一切使用していない。
傘下の企業は、2016年3月末現在、連結子会社14社、持分法適用会社4社、合わせて18社となっている。業務提携先として米国Disney Enterprises, Inc.、日本郵政などがあるがかつて提携していたシルク・ドゥ・ソレイユは、2011年に提携を解消した。
オリエンタルランド社は米国ディズニー社とのライセンス契約によって、ディズニーパークなどディズニー関連事業の運営を行っている。しかし米国ディズニー社によるオリエンタルランドへの出資や、資本協力、株式持ち合いなど資本提携は一切行われておらず、オリエンタルランドが公開している投資家情報では「世界で唯一、ディズニーとの資本関係が一切ないディズニーリゾート事業運営会社である」と発表している。
テーマパーク事業運営では、1982年（昭和57年）設立のウォルト・ディズニー・アトラクション・ジャパン（WDAJ：ディズニーの4事業子会社のひとつディズニー・パークス・エクスペリエンス・プロダクツの子会社）が、2つの東京ディズニーリゾートテーマパークの運営に親密に関わっており、メンテナンス、企画、運営などほぼ全ての面で関与している。日本におけるディズニー関連の著作権や版権ビジネスはディズニー100%子会社のウォルト・ディズニー・ジャパン（WDJ）が担当しているため、TDR内の各種版権もWDJの管理であり、オリエンタルランドは東京ディズニーリゾートの実務面の運営のみを行なっている。
オリエンタルランドの主要取引銀行は、みずほ銀行、三井住友信託銀行。会計監査は有限責任あずさ監査法人が担当している。
オリエンタルランドはフジサンケイグループとも関係がある。産業経済新聞社とは、所有するディズニーホテルの朝刊サービスに関する契約を結んでいる。フジテレビジョンとは、グループ会社の一つであるOLC・ライツ・エンタテインメントを通じて「ネポスこどもCLUB」を共同制作したり、全国ネット枠のスポンサーを務めるなどに加えて、「お台場冒険王」の際には宣伝広告を設置したり、お台場・東京ディズニーリゾート間の無料送迎バスを運行するなど、積極的な協力関係を取っている。フジテレビはディズニーと包括的なパートナー契約を締結している。

## 沿革
設立から東京ディズニーランド開園まで
「株式会社オリエンタルランド（以下、OLC）」が設立されたのは、1960年（昭和35年）7月1日に京成電鉄が千葉県浦安沖を埋め立てて、商業地・住宅地の開発とオリエンタルランドと仮称された大規模レジャー施設を計画し、社長の旧友であった三井不動産社長に共同事業者として声をかけたのがきっかけである。元々当時の京成社長、川﨑千春は自社のみで計画を遂行しようとしたが、銀行を含めて信用が担保できず、三井グループである三井不動産などに声をかけた。これにより京成電鉄、三井不動産、朝日土地興業（船橋ヘルスセンター、後に三井不動産に吸収合併）の3社が均等に出資することでOLCを設立。東京・上野の京成電鉄本社内の一角に事務所を設置し、初代社長は川﨑が就任した。
京成電鉄が、都心部 - オリエンタルランド（現在の舞浜・新浦安付近） - 船橋港 - 稲毛海岸 - 千葉港 - 千葉寺という新規鉄道路線（現・JR京葉線の原型）を計画及び免許申請をしており、オリエンタルランド計画は、この新規路線の沿線開発の一つであった。
この時点ではOLCはディズニーランドの招致は明言しておらず、「東洋一のレジャーランドを浦安沖に建設する」と述べており、実際に1974年（昭和49年）に千葉県が承認した前述のオリエンタルランドの基本計画では「ホールエリア」・「プレイランド」・「スイミングガーデン」・「スポーツクラブ」の4つの施設群からなるレジャー施設建設を予定しているとの内容になっており、中にはドーム球場やゴルフ場の建設も盛り込まれるなど、現在の舞浜地域（東京ディズニーリゾート）の姿とは大幅に異なるものであった。

OLC社長となった川﨑は、当初谷津遊園拡張の際にバラ園を新設する構想を練っておりこの事業は後に京成バラ園芸の設立につながる。京成OBで仲の良かった読売新聞社社主の正力松太郎にも声をかけたのだと言う。そのバラ園に飾るバラを買い付けに訪米した際、開業後間もないディズニーランドを訪れ、感銘を受ける。川﨑は帰国後、レジャーランド計画にアメリカのディズニーランドを招致するという明確な方針を示し実現へ動いた。当初、川崎は後楽園スタヂアム（現・東京ドーム）や東武鉄道などとの合弁で千葉県我孫子町（現在の我孫子市）・沼南町（現在の柏市）の手賀沼一帯にディズニーランドを招致することを計画しており、起工式まで行ったが、合弁会社の経営トラブルに加え、高度経済成長による手賀沼の水質悪化が問題となり、手賀沼への招致を断念。合弁会社に参画していた前述の3社が候補地を浦安沖に切り換えてディズニーランド誘致を進めた経緯があった。
埋立による土地の造成には、公有水面埋立法に基づき県知事の許可を得る必要があった。当時の千葉県知事は友納武人であり、三井不動産社長の江戸英雄と二人三脚で進んでいった。この時取られた方式は「出洲方式」と呼ばれる方法で、埋め立て事業費は不動産会社と県が2対1の割合で負担する。完成した造成地は県有地として千葉県が売却し、その益金は出資比率に応じて分配される。
現場での漁業協同組合との補償交渉を取り仕切ったのが、江戸の推薦でOLCに入社した高橋政知である。高橋自身は名門の家の生まれで東大の卒論を英語で書くほどのエリートであったが、持ち前の豪放磊落な性格が功を奏し、漁民への補償や千葉県からの土地払い下げまでは順調に進んでいった。一方、朝日新聞はこの開発を問題視し、『追跡・湾岸開発』という検証本を出版するに至る。また、首都圏新空港の候補地として、河野一郎に目をつけられたこともある。
その後、京成電鉄は本業の不振などからディズニーランド招致をすべてOLCに委託することとなる。ディズニーランド招致交渉に支援的であった京成電鉄と違い、もう一方の親会社である三井不動産は住宅等の土地開発を第一に考え、ディズニーランド招致には反対の立場をとっていたため、ディズニーランド招致を妨害することもあった。この時期に当時千葉県知事だった川上紀一の汚職事件（川上五千万円念書事件）が発覚したこともあって、第94回国会などでは野党議員を巻き込んで質疑にも上っている。この頃、三菱グループでも三菱地所が富士山の麓にディズニーランドを招致しようと誘致活動を展開していた。
創業当初は100万坪を埋め立てると宣伝しており、山本周五郎の小説『青べか物語』でも「沖の百万坪」という言及がある。完了した造成工事では260万坪の面積を埋め立てたが、上記の事情から次々と住宅地として処分され、最終的には63万坪余りが遊園地用地として残され、それもホテル用地などに取られたため、TDL開業時には純粋な遊園地として使用されている土地はさらに少ないものとなった。
三菱地所との誘致合戦に競り勝ち、ディズニーとの交渉は1974年（昭和49年）に開始されたが、先行して開園していた奈良ドリームランドの著作権侵害問題 もあり、最初は門前払いに近い扱いであった。ディズニーから提示された条件はディズニーは建設費・運営費等を一切支払わず、ロイヤルティとして売り上げの10%を回収すると言う当時の日本の常識からは法外なものだった。交渉は何度も決裂寸前の様相を呈し、一時は修復も危ぶまれる状況に陥った。最終的には、親会社である三井不動産の意向を無視する形で、高橋が条件を飲み、高橋の顔をたてるために50年契約だった条件を1割減じて45年とさせた。こうして1979年（昭和54年）4月30日にウォルト・ディズニー・プロダクション（後のディズニー・エンタプライゼズ・インク）との業務提携契約を取り交わした。
その後、ディズニーによる技術・ノウハウ提供を受け、1983年（昭和58年）4月15日東京ディズニーランドが開園を迎えた。開園初日は18,063人が来園した。当初はシンデレラ城の前でオープニングセレモニーを行う予定としていたが、当日の天気は雨だったため、止む無くワールドバザールの中に変更して行われた。
東京ディズニーランド開園から東京ディズニーリゾート誕生まで
1983年（昭和58年）4月15日に「東京ディズニーランド」を開園させ来園者数を順調にのばし、初年度目標を超える1036万人の入園者を迎えた。
その後も「つくば科学博」の開催による相乗効果などにより入園者数を大きく伸ばし、バブル景気に影響されて全国各地に建設された遊園地の中でも、強い独自色を発揮し、着実に入園者数を増やしていった。
1986年（昭和61年）1月米国ディズニー社は、OLCに対して舞浜地区全体の開発を目指した「東京ディズニーワールド構想」を提案。OLCでの検討の末1988年（昭和63年）4月15日の「東京ディズニーランド開園5周年記者会見」で「第二パーク構想」について発表した。
しかし、第二パーク構想は、「ディズニーMGMスタジオ・ツアー」（現・ディズニー・ハリウッド・スタジオ）をモデルした施設を建設することで米国ディズニー社との間で一旦結んだ契約を白紙撤回するなどの様々な問題、米国ディズニー社に対する違約金の支払いなど解決しなければならない案件が数多く存在し、米国ディズニー社と日本側のオリエンタルランド社両社の長時間の協議・調整を必要とした。第二パークの建設は、TDL15周年のタイミングで着工に漕ぎ着けていたが、前述の問題や近隣に予定していた墓地公園を巡っての浦安市とのトラブル などもあり、「東京版ディズニーワールド構想」を最終的な形に仕上げるには、その後10年もの歳月を要する事となった。現在、東京ディズニーリゾートを構成している「東京ディズニーランド」、「東京ディズニーシー」、「イクスピアリ」、「ボン・ヴォヤージュ」など、日本版ディズニーワールドである東京ディズニーリゾートの全体像はこのようにして決まっていった。
東京ディズニーリゾート（TDR）誕生から現在
2000年（平成12年）1月1日に「リゾート宣言」を発表、これは第二パークの開園に向けて「テーマパーク」から「テーマリゾート」への転換を目指して出された。1月6日には日本経済新聞に全面見開き広告「リゾート宣言。」を掲載し、日本初となるテーマリゾートの誕生を印象付けさせた。
2000年（平成12年）7月7日「イクスピアリ」・「キャンプ・ネポス」・「ディズニーアンバサダーホテル」が開業し、今まで空き地が広がっていた舞浜駅前に一つの街が誕生した。
2001年（平成13年）3月1日は「ボン・ヴォヤージュ」が開業。2001年（平成13年）7月27日には「ディズニーリゾートライン」が開業。2001年（平成13年）9月4日「東京ディズニーシー」、及びパーク一体型ホテル「東京ディズニーシー・ホテルミラコスタ」がそれぞれ開業し「東京ディズニーリゾート (TDR)」が正式に開業した。
舞浜地区開発が一通り終了した後の事業展開として、日本国内のディズニーストアの経営のディズニー日本法人から引継。（その後再び米国ディズニー社へ帰属）、日本国内におけるミュージカル「ディズニーライブ!」の公演、その他にも子会社を通じたレストラン経営や映画制作事業への参入、低価格ホテルパーム&ファウンテンテラスホテルの開業など、舞浜地区に依存しない利益確保の方法を開拓している。
2008年（平成20年）4月15日からのTDL開園25周年を契機に、3つ目のディズニーホテル「東京ディズニーランドホテル」の開業や、シルク・ドゥ・ソレイユ専用常設劇場「シルク・ドゥ・ソレイユ シアター東京」（現在の舞浜アンフィシアター）など、TDRのさらなる開発も目指している。
2011年（平成23年）3月までに首都圏以外の大都市中心部において、ディズニーの屋内型エンターテイメント施設を建設する計画を進めていたが、期待する収益が上げられないと判断して計画の中止を発表した。
2010年代後半からディズニーリゾートの飲食施設で使用する野菜の自社生産を開始しており、2023年現在、千葉県袖ケ浦市と北海道弟子屈町、山梨県北杜市で直営農場を展開している。
2020年には新型コロナウイルス感染症（COVID-19）流行による来園者減少などから、オリエンタルランドは2020年度決算で1996年の上場以来初となる最終赤字に転落した。

### 年表
- 1960年（昭和35年）7月11日 - 三井不動産、京成電鉄、朝日土地興業（後に三井不動産に吸収合併）の3社による出資で設立。資本金2億5000万円、社員3名、本社は東京都台東区上野の京成電鉄本社（2009年（平成21年）現在、ヨドバシカメラマルチメディア上野がある場所）5階の一角に設置[8]。
- 1961年（昭和36年）1月 - 川﨑千春社長（京成電鉄社長：当時）が、ウォルト・ディズニー・プロダクションズ（現在のウォルト・ディズニー・カンパニー）を訪問。
- 1964年（昭和39年）9月 - 浦安沖の海面埋め立て造成工事を開始。
- 1970年（昭和45年）3月 - 千葉県から埋立地（レジャー施設用地・住宅用地）の分譲を開始。
- 1971年（昭和46年）7月 - 浦安沖の漁業権が全面放棄される。
- 1972年（昭和47年）1月 - レジャー施設「オリエンタルランド」の基本構想まとまる。
- 1973年（昭和48年）8月 - 「オリエンタルランド基本計画」を千葉県に提出。
- 1974年（昭和49年）
  - 8月 - 千葉県が「オリエンタルランド（レジャー施設）基本計画書」を承認。
  - 12月 - ドン・B・テータム会長、E・カードン・ウォーカー社長（どちらも当時）らウォルト・ディズニー・プロダクションズ首脳が来日し、OLCとの業務提携について基本的に合意。
- 1975年（昭和50年）11月 - 浦安沖の海面埋め立て造成工事が完了。
- 1977年（昭和52年）
  - 3月 - 正式名称を「東京ディズニーランド」に決定。
  - 7月 - 東京ディズニーランドへの参加企業招致活動を開始。
- 1978年（昭和53年）
  - 8月 - 高橋政知が代表取締役社長に就任。
  - 11月 - ウォルト・ディズニー・プロダクションズと業務提携に関する基本的合意が成立。
- 1979年（昭和54年）
  - 3月 - 東葛飾郡浦安町美浜地区（現在の浦安市美浜）にショッピングセンター「ユニモール」を開業。
  - 4月 - ウォルト・ディズニー・プロダクションズとの間で、東京ディズニーランドのライセンス・設計・建設・運営に関する業務提携契約を締結。
  - 9月 - ディズニーが「日本ウォルト・ディズニー・プロダクションズ」（現：ウォルト・ディズニー・ジャパン株式会社）を設立。
  - 11月 - 東葛飾郡浦安町富岡地区（現在の浦安市富岡）にショッピングセンター「パークスクエア」を開業。
- 1981年（昭和56年）9月 - 本社事務所を浦安へ移転。
- 1983年（昭和58年）4月15日 - 東京ディズニーランドが開園[20]。
- 1986年（昭和61年）
  - 7月20日 - 「サンルートプラザ東京（現:東京ベイ舞浜ホテル ファーストリゾート）」内に、商品販売店舗「ディズニーファンタジー」を出店、東京ディズニーランド・オフィシャルホテル内での商品販売事業に進出。
- 1986年（昭和61年）度 - 開園4年目で初の黒字となる[31]。
- 1988年（昭和63年）
  - 4月15日 - 第二パーク計画について発表[23]。
  - 6月25日 - 高橋政知が代表取締役会長に就任、後任に日本興業銀行出身の森光明が就任[32]。
  - 9月10日 - ジェットコースターの連結器が外れて車両が後退する事故が発生[33]。
- 1989年（平成元年）
  - 8月1日 - 「オリエンタルランド交通」を「東京ベイシティ交通」に社名変更[34]。
- 1991年（平成3年）
  - 1月1日 - 本格的な作業推進を目的として、社内に「第二パーク検討部」を設置[35]。
  - 9月5日 - 「高橋・ウェルズ会談」で映画スタジオをベースにした第二パーク中止の方針をディズニー社に正式に通知、白紙に戻って新しいパークの開発に着手。
  - 7月23日 - 第二パークのコンセプトとして、アイデア段階の「東京ディズニーシー」コンセプトがディズニー社から提示。
- 1992年（平成4年）
  - 1月9日 - 森社長が心筋梗塞で急死[36]。
  - 1月28日 - 高橋会長が取締役社長職を臨時兼務[37]。
  - 6月23日 - 千葉県庁出身の加藤康三が代表取締役社長に就任[38]。
- 1993年（平成5年）
  - 1月28日 - 第二パークを含めた舞浜地区マスタープランがディズニー社から提示。
  - 1993年（平成5年）度 - 千葉県内高額所得法人ランキングで千葉銀行を抜いて初の1位となる[39][40][41]。
- 1994年（平成6年）
  - 2月14日 - 100%出資子会社「舞浜コーポレーション」を設立[42]。
  - 3月10日 - 1000万株を増資[43]。
- 1995年（平成7年）
  - 2月28日 - 東京ディズニーシー基本計画作業を開始。
  - 6月 - 加賀見俊夫が代表取締役社長に、加藤康三が代表取締役会長に就任。
- 1996年（平成8年）
  - 1月29日 - 東京ディズニーシー基本計画作業総括のプレゼンテーションを実施。
  - 4月30日 - ディズニー・エンタープライゼズ・インクとの間で「東京ディズニーシー・テーマパーク」および「東京ディズニーシー・ホテル」のライセンス・設計・建設・運営に関する業務提携契約を締結。
  - 6月12日 - 100%出資子会社「舞浜リゾートホテルズ」を設立[44]。
  - 12月11日 - 東京証券取引所第一部に株式上場[1]。
- 1997年（平成9年）
  - 4月9日 - 100%出資子会社「舞浜リゾートライン」を設立[45]。
  - 11月26日 - 「東京ディズニーシー」基本プランを正式発表。
  - 12月8日 - 100%出資子会社「グリーンアンドアーツ」を設立。
- 1998年（平成10年）
  - 6月15日 - 100%出資子会社「フォトワークス」、「デザインファクトリー」、「ベイフードサービス」を設立[46]。
  - 9月30日 - ディズニー・エンタプライゼズ・インクとの間で、ディズニーアンバサダーホテルのライセンス・建設・運営に関する業務提携契約を締結。
  - 10月6日 - ディズニー・エンタプライゼズ・インクとの間で「ディズニーリゾートライン」のライセンス・設計・建設・運営に関する業務提携契約を締結、舞浜リゾートラインがディズニーリゾートラインの建設を着工。
- 1999年（平成11年）
  - 2月4日 - 100%出資子会社「舞浜ビジネスサービス」を設立[47]。
  - 3月4日 - 100%出資子会社「イクスピアリ」を設立。
  - 10月20日 - 100%出資子会社「アールシー・ジャパン」を設立。
- 2000年（平成12年）
  - 1月1日 - 「リゾート宣言」を発表し「東京ディズニーリゾート」が誕生、初代「東京ディズニーリゾート・アンバサダー」が就任。
  - 1月6日 - 日本経済新聞に全面見開き広告「リゾート宣言」を掲載。
  - 2月 - 三菱商事、レインフォレスト・カフェ・インクの2社との合弁契約を締結、同2社はアールシー・ジャパンに出資し、同社はOLCの完全子会社から連結子会社に。
  - 7月7日 - イクスピアリ・ディズニーアンバサダーホテル・キャンプ・ネポスが開業、ディズニーアンバサダーホテル内に商品販売店舗「フェスティバル・ディズニー」を出店、ディズニーホテル内での商品販売事業に進出。
  - 10月6日 - 100%出資子会社「リゾートクリーニングサービス」を設立。
- 2001年（平成13年）
  - 3月1日 - ボン・ヴォヤージュが開業
  - 6月8日 - 100%出資子会社「舞浜ビルメンテナンス」、「オーエルシー・キッチンテクノ」を設立。
  - 7月27日 - 舞浜リゾートラインがディズニーリゾートラインを開業[27]。
  - 9月4日 - 東京ディズニーシーが開園、東京ディズニーシー・ホテルミラコスタが開業[28]。
- 2002年（平成14年）
  - 4月1日 - 「ウォルト・ディズニー・インターナショナル・ジャパン」100%出資子会社「リテイルネットワークス」の全株式を取得し完全子会社化、同時にディズニーとライセンス契約を締結し日本国内のディズニーストアの経営に着手[48]。
  - 9月24日 - 加藤康三が代表取締役会長を退任。
  - 10月8日 - 「ジャパン・ソサエティ賞」を受賞。
  - 11月8日 - 東京ディズニーランド、東京ディズニーシー合わせて3億人目の入園者が来園[49]。
  - 12月10日 - 100%出資子会社「Eプロダクション」を設立。
- 2003年（平成15年）
  - 5月26日 - 100%出資子会社「OLC・ライツ・エンタテインメント」を設立。
  - 12月3日 - 日本郵政公社（現：日本郵政）との業務提携契約を締結[50]。
  - 12月5日 - 「スペースマウンテン」で脱輪事故が発生し[51]、2004年（平成16年）2月18日まで運転を中止[52]。
- 2004年（平成16年）
  - 10月20日 - 「浦安ブライトンホテル」・「新浦安オリエンタルホテル」・「パーム&ファウンテンテラスホテル」・「ホテルエミオン東京ベイ」の4つのホテルとの間で、新たな提携ホテルプログラム「東京ディズニーリゾート・パートナーホテル」の参加に関する契約を締結[53]。
- 2005年（平成17年）
  - 2月25日 - 舞浜リゾートラインがパーム&ファウンテンテラスホテルを開業。
  - 4月13日 - 「シルク・ドゥ・ソレイユ (Cirque du Soleil) 専用常設劇場」建設を、Cirque du Soleil、ディズニーとの3社間で合意、契約を締結[54]。
  - 5月20日 - 読売新聞の報道により、1984年（昭和59年）より行われてきた暴力団系右翼関連企業との不透明な利益供与が発覚した[55]。
  - 6月29日 - 加賀見俊夫が会長兼・最高経営責任者 (CEO) 、福島祥郎が社長兼・最高執行責任者 (COO) 、長岡彰夫が副社長兼・最高戦略責任者（CSO: チーフ・ストラテジー・オフィサー）に就任（3者とも代表取締役）。
  - 7月29日 - 100%出資子会社「Mテック」を設立。
  - 9月1日 - イクスピアリ内のシネマコンプレックス「AMCイクスピアリ16」の経営権を AMC Entertainment International, Inc.から取得し直営化[56]（経営はイクスピアリが担当）。
- 2006年（平成18年）
  - 2月6日 - 3つ目のディズニーホテルの名称を「東京ディズニーランドホテル」に決定。
  - 3月1日 - 新規事業として、全国でディズニーキャラクターを使ったミュージカル公演「ディズニーライブ!」の興業運営、およびシルク・ドゥ・ソレイユの東京ディズニーリゾート常設公演の準備作業を行う部署として「シアトリカル事業部」を設置。
  - 3月10日 - 京成電鉄との業務・資本提携契約を締結[57]。
  - 4月18日 - シルク・ドゥ・ソレイユ専用常設劇場の建設工事が開始[58]。
  - 10月6日 - 三菱商事の子会社で、スープカフェSoup Stock Tokyoを経営するスマイルズの、第三者割当増資による新株式をすべて引き受け資本参加、OLCの持分法適用会社に。
  - 11月1日 - 東京ディズニーランド、東京ディズニーシー合わせて4億人目のゲストが来園[59]。
- 2007年（平成19年）
  - 6月26日 - 東京ディズニーランドホテルの開業日を2008年（平成20年）7月8日に決定
  - 7月30日 - ニチレイフーズとの間で、東京ディズニーランド（シアターオーリンズ）・東京ディズニーシー（ニューヨーク・デリ）における8月23日からのスポンサー契約を締結[60]。
  - 10月1日 - 建設中のシルク・ドゥ・ソレイユ専用常設劇場の正式名称「シルク・ドゥ・ソレイユ シアター東京」と、開業日「2008年10月1日」を発表。
- 2008年（平成20年）
  - 1月8日 - 金属疲労による亀裂で[61]、パレードの公演中に山車から支柱落下事故が発生[62]。パレードを全面中止[63]。
  - 4月21日 - TDL内のベビーセンターで3月27日、4月3日、9日、19日に各日一個ずつ明治乳業の賞味期限切れ「明治ベビーフード 赤ちゃん村 麦茶」を販売していたことが発覚[64]。
  - 5月6日 - 「キャンプ・ネポス」運営終了。
  - 6月3日 - 「シルク・ドゥ・ソレイユ シアター東京」が竣工し報道陣に公開[65]。また同劇場で行われるレジデントショーのタイトル『ZED』を発表。
  - 7月8日 - 東京ディズニーランドホテルが開業[66]。
  - 8月6日 - 「シルク・ドゥ・ソレイユ シアター東京」『ZED』トライアウト公演が始まる。
  - 10月1日 - 「シルク・ドゥ・ソレイユ シアター東京」開業、レジデントショー『ZED』開幕、ガラ・プレミア（こけら落とし公演）を実施[67]。
  - 11月2日〜11月10日 - 直営レストラン「ロティズ・ハウス」にて賞味期限の切れた鴨肉を使用し、食べた男性が腹痛を起こした事故が発生[68]。
  - 12月22日 - 救急車を車検切れのまま走行させていたして管理担当達14人が書類送検される[69]。
- 2009年（平成21年）
  - 2月5日 - Eプロダクションを吸収合併し、OLC・ライツ・エンタテインメントを今年度中に売却もしくは解散することを取締役会で決定。
  - 3月24日 - 上西京一郎が社長兼・COO、砂山起一、柴洋二郎が副社長に就任（3者とも代表取締役）する人事が発表された。異動は4月1日付けで行われ、6月下旬の株主総会の承認をもって決定となる。
  - 4月1日 - Eプロダクションを簡易合併（会社法第796条第3項）、OLC・ライツ・エンタテインメントを解散。
- 2010年（平成22年）
  - 8月27日 - 東京ディズニーランド、東京ディズニーシー合わせて5億人目の入園者が来園[70]。
- 2011年（平成23年）
  - 3月11日 - 東日本大震災の影響で東京ディズニーリゾートが一時休園。リゾート自体も多くの被害を受けた。オリエンタルランドは、総額2億円に加え、復興支援リストバンドの収益と5月14日までの入場者数×300円を義援金として送ると発表している。
  - 3月28日 - イクスピアリのみ営業を再開[71]。
  - 4月15日 - 東京ディズニーランド、運営再開[72]。
  - 4月28日 - 東京ディズニーシー、運営再開[73]。
  - 12月31日 - シルク・ドゥ・ソレイユ、レジデントショー『ZED』終了[74]。「シルク・ドゥ・ソレイユ シアター東京」閉鎖。
- 2012年（平成24年）
  - 5月28日 - 「レイジングスピリッツ」で安全バーが開いたまま動きだし、乗客が2週間程度の怪我を負う転落事故が発生[75]。同事故の影響で6月13日まで「レイジングスピリッツ」は運航休止[76]。
  - 9月1日 - 旧「シルク・ドゥ・ソレイユ シアター東京」が多目的ホール「舞浜アンフィシアター」として新装開業[77]。
- 2013年（平成25年）
  - 3月29日 - 「長谷工コーポレーション」100%出資子会社「ブライトンコーポレーション」の全株式を取得し完全子会社化し「ブライトンホテルズ」の経営権を取得[78]。
- 2014年（平成26年）
  - 4月12日 - 東京ディズニーランド、東京ディズニーシー合わせて6億人目の入園者が来園[79]。
- 2015年（平成27年）
  - 10月27日 - 「東京ディズニーシー」のアトラクションの人工河川で清掃作業の男性アルバイトの死亡事故が発生[80]。
  - 12月1日 - 「イクスピアリ」のサーバーから10月17日〜11月4日に2,432人分の個人情報が流出した可能性があると発表[81]。
- 2016年（平成28年）
  - 4月1日 - 入園料を値上げ[82][83]。
  - 6月1日 - パーム&ファウンテンテラスホテルを改装し、東京ディズニーセレブレーションホテルを開業[84]。
  - 11月7日 - いちご農園を竣工（北海道弟子屈町）。
- 2017年（平成29年）
  - 2月21日 - 内閣府が支援する「輝く女性の活躍を加速する男性リーダーの会」行動宣言に賛同[広報 9]。
- 2018年（平成30年）
  - 6月14日 - ディズニー社とのライセンス契約を2076年まで延長を決定[広報 10]。
  - 9月17日 - イクスピアリにオリエンタルランド準社員を対象とした「OLCキャリア・カレッジ」開設[広報 11]。
  - 11月13日 - 出演者から提訴されている訴訟の第一回口頭弁論が行われる[85]。
  - 12月3日 - 「平成30年度地球温暖化防止活動環境大臣表彰」受賞[広報 12]。
- 2019年（平成31年/令和元年）
  - 2月1日 - 下半期以降に新たな雇用区分「テーマパークオペレーション社員」導入[広報 13]。
  - 6月26日 - フォトキーカードの重複により一部ゲストの間で他人の写真が見れる状況にあったと発表[広報 14]。
- 2020年（令和2年）
  - 6月5日 - 「株式会社オリエンタルランド・イノベーションズ」設立[広報 15]。
- 2021年（令和3年）
  - 3月20日 - 日曜日・祝日・ゴールデンウィークなどの繁忙期におけるチケット価格を高めに設定する変動価格制を導入[86]。
  - 6月29日 - 上西京一郎が代表取締役を退任し、特別顧問に就任。これに伴い、吉田謙次が代表取締役社長兼COOに就任。
- 2023年（令和5年）
  - 4月1日 - 男女別に定められていたキャストの制服や身だしなみの規定を順次廃止[87]。
  - 6月29日 - 加賀見俊夫が代表取締役会長及びCEOを退任したことで、代表取締役兼取締役会議長となる。これに伴い、高野由美子が代表取締役社長兼CEOに就任、あわせて加賀見が行っていた経営や執行の業務を社長兼最高執行責任者である吉田謙次が担当する[88]。
- 2025年（令和7年）
  - 3月1日 - 傘下の舞浜リゾートキャブが京成タクシーセントラルへ統合、OLCグループより離脱。
  - 4月1日 - 傘下の東京ベイシティ交通・京成トランジットバスが京成バス千葉ウエストへ統合。OLCの株式保有は継続し、持分法適用会社となる。
  - 4月1日 - 吉田謙次が代表取締役を退任し、特別顧問に就任。これに伴い、高橋渉が代表取締役社長兼COOに就任。[89]
- 2028年（令和10年）
  - 同年度内 - 首都圏の港を発着するディズニー・クルーズ・ラインを就航し、クルーズ客船事業に参入する予定[90][91]。

## 主な組織
2025年4月1日現在
- 経営戦略本部
  - 経営戦略部
    - リゾート統括部
    - サスティナビリティ推進部
    - リゾート開発部
- 事業開発部
- 総務部
- 事業法務部
- 人事本部
  - 人事部
  - 労務安全衛生部
  - キャスティング部
- 経理部
- デジタル本部
  - デジタル統括部
  - デジタル戦略推進部
  - システムマネジメント部
- 社会活動推進部
- 広報部
- 食の安全監理室
- ビジネスソリューション部
- CS推進部
- スポンサーマーケティングアライアンス部
- マーケティング本部
  - マーケティング統括部
  - コンテンツ開発推進部
  - マーケットディベロップメント部
  - マーケティングコミュニケーション部
- 運営本部
  - 運営監理部
    - 第1テーマパーク運営部
    - 第2テーマパーク運営部
    - セキュリティ部
- エンターテイメント本部
  - エンターテイメント企画室
    - ショー開発部
    - ショープロダクション部
    - キャラクター運営部
    - ショー運営部
- フード本部
  - フード統括部
  - フード開発調達部
  - フード販売部
- 商品本部
  - 商品管理部
  - 商品開発部
  - 商品ロジスティクス部
  - 商品販売部
- 技術本部
  - 安全品質監理室
  - 技術管理部
    - プロジェクト統括部
    - 設計建設部
    - アトラクション技術部
    - ファシリティ技術部
    - 設備部
    - MTC
- クルーズ事業準備室
- シアトリカル事業部（舞浜アンフィシアター（旧：シルク・ドゥ・ソレイユ シアター東京）等）
- グループ会社（MTCを除く）
- 監査部

### 役員
※2025年4月1日付人事異動による

#### 代表取締役
- 代表取締役（兼）取締役会議長

加賀見俊夫
- 代表取締役会長（兼）CEO

高野由美子
- 代表取締役社長（兼）COO

高橋渉
他の会社役員に関する詳細は「オリエンタルランド会社概要 役員一覧」を参照のこと。

#### 歴代社長
- 川﨑千春（創業者・初代社長・初代会長）
- 高橋政知（二代社長・二代会長）
- 森光明（三代社長）[注釈 8]
- 加藤康三（四代社長・三代会長）[注釈 9]
- 加賀見俊夫（五代社長、四代会長）
- 福島祥郎（六代社長）
- 上西京一郎（七代社長）
- 吉田謙次（八代社長）
- 高橋渉（九代社長）

## 所有資産
2016年（平成28年）6月現在の所有資産
- 東京ディズニーランド
所有・経営・運営：自社（夜間と昼間一部警備、一部従業員用施設運営は子会社に委託）
- 東京ディズニーシー
所有・経営・運営：自社（夜間と昼間一部警備、一部従業員用施設運営は子会社に委託）
- ディズニーアンバサダーホテル
所有：自社、経営・運営：ミリアルリゾートホテルズ
- 東京ディズニーシー・ホテルミラコスタ
所有：自社、経営・運営：ミリアルリゾートホテルズ
- 東京ディズニーランドホテル
所有：自社、経営：ミリアルリゾートホテルズ
- 東京ディズニーセレブレーションホテル
建物所有：ミリアルリゾートホテルズ、土地所有：独立行政法人都市再生機構、経営・運営：ブライトンコーポレーション
- イクスピアリ
所有：自社、経営・運営：イクスピアリ
- ボン・ヴォヤージュ
所有・経営・運営：自社
- ディズニーリゾートライン
所有・経営・運営：舞浜リゾートライン
- ディズニーリゾートクルーザー
  - 白ナンバー 所有：各ホテル（ディズニーホテル・オフィシャルホテル）、運行管理：大新東
  - 緑ナンバー 所有、運行：京成トランジットバス
- 舞浜アンフィシアター
所有・経営：自社（シアトリカル事業部）

## 東京ディズニーリゾートの運営

### 「キャスト」と「ゲスト」
TDRを含む世界のディズニーリゾート・ディズニーパークでは従業員のことを「キャスト」、入場客のことを「ゲスト」と呼ぶ。カストーディアル・キャスト（清掃・案内を担当するキャスト）においては「カスト」と呼ぶこともある。また、「キャスト」の本来の意味であるショーの出演者はキャストと呼ばず「出演者」または「エンターテイナー」という呼び方をする。ただし、彼らも広義では一般従業員と同じく「キャスト」であり、人事上では「キャスト」の名称が使われる場合もある。なお、「キャスト」の呼称はOLCに所属する従業員だけではなく、OLCグループ各社の従業員、協力会社従業員等のうち、TDRの業務に従事している者全般に対して使用される。
これは、「パークは青空を背景とした巨大なステージであり、従業員はそのステージ上でそれぞれ配役された役割を演じるキャストである」というウォルト・ディズニーの考えに由来している。そのため、ゲストが入れるエリアは「オン・ステージ」（舞台）、関係者専用区域を「バックステージ」（舞台裏・楽屋）、キャストが配属される各部署を「ロケーション」と呼ぶなど、映画・演劇用語が使用される。初期研修後各ロケーションに配属される際には「あなたの配役は-」と記載された辞令を渡すなど、この考え方による用法は徹底しているという。
キャストは「いらっしゃいませ」とは言わず、原則「こんにちは（おはようございます・こんばんは）」と迎える。これは「いらっしゃいませ」とキャストに言われてもゲストには返す言葉がなく、会話が成立しないためである。また「カスト」に限らず、すべてのキャストはゴミを見つけたら直ちに清掃することになっている。これは「1つのごみが全体を汚くする」という理念をウォルトが持っていたことに由来し、外で乳幼児が這い歩きしても安全なようにと教育されている。閉園後を担当するのは夜勤の「ナイトカストーディアル・キャスト」で、このスタッフたちは、閉園直後の0時から開園直前の7時まで、パークの道路すべてを自営浄水場で再生された水で水洗いする。もちろんそれだけの人数が存在し機材もある。それによって、いつもパークがきれいに保たれている。いかに訪れた人々を迎えるか、どのように接すれば喜んでもらえるか、の教育に力を入れている。
直営でなく、ライセンス契約上、マニュアルの遵守が要請されること、日本人の国民性などが相俟って、世界のディズニーパークの中で、精緻なマニュアルを一番忠実に実施していると評されている。

### 「キャスト」の雇用環境
TDRで働く多くのキャストは、OLCの準社員（パートタイマー、アルバイト）・テーマパーク社員（契約社員）、いわゆる非正規雇用の従業員である。時給制契約により雇用される。パーク内の多くの職種に配され、ゲストが出会うキャストの多くはこの準社員である。当初はパーク内で働くキャストに占める正社員の割合は少なくなかったが、現在はその多くを準社員に行わせている（準社員だけでパークは動かせるとまで評されている）。 福利厚生面で見ると累積勤務時間による昇給制度や優待パスポート、シルク・ドゥ・ソレイユ シアター(廃止)、東京「ZED」鑑賞券、賞与の支給や社会保険への加入（厚生年金及びオリエンタルランド健康保険組合。法令に基づき、週労働時間が正社員の4分の3以上のキャストは雇用形態に関わらずすべて対象である）、そしてクリスマスや正月など深夜開園がある際の仮泊所、OLCの福利厚生施設の特典（浦安市内や首都圏には社員証提示で料金割引き等がある店舗が多数存在する）利用権利、年に一度閑散期にある“勤労感謝の日（サンクスデー）”は、パークは閉園後キャストに開放される（この日のみ19時で早終いとなり、開放中の運営は正社員によって為される。時間は20時15分から22時45分）などがある。アルバイト従業員は、ディズニーパークの一員として仕事ができる環境に魅力を感じ、採用希望を抱く人が応募するため、前述の待遇に満足感を覚える従業員が多いという。ただ、その仕事内容は多岐に渡り、担当する通常業務に加え、案内・清掃・遺失物・迷子の対応、さらには厳しい管理下の接客姿勢など、会社側のキャスト1人に対する仕事の量・質の要求は非常に高い。そのため離職者も数多くおり、会社側は、アルバイト従業員の確保に常に力を置いている。
UAゼンセン傘下の「オリエンタルランド労働組合（オリエンタルランド・フレンドシップ・ソサエティー、略称：OFS）」が組織されている。OFSは従来正社員をその組織対象とする労働組合で、2007年（平成19年）3月31日現在の組合員数は1,950名となっていたが、2017年4月より非正規労働者も対象とする労働協約の改定を行い、2万名以上いる従業員のうち約8割を組織するようになった。OFSはUAゼンセンの方針により労使協調路線を採り、どちらかといえば社員会に近いスタンスで運営されている。グループ内の連結子会社で組合は組織されていない。一方、通告無しの解雇や偽装請負疑惑との訴えもある。2014年3月にはついに、「なのはなユニオン」傘下の“闘う”労働組合「オリエンタルランドユニオン」が結成された。
なお、準社員は5段階の職級に分けられ、下から M / A / G / I / C（メイク、アクション、成長、進歩、キャプテンの略と説明されている）と区分されていてそれぞれ○キャストと呼称されている。新規入社の準社員はMキャストとされ、OJT（研修）を約2-5日行いデビューという形になる。Mキャスト期間（入社日の翌月末まで）を過ぎると原則的にAキャストに昇格する。最上位職級のCキャストに関しては時給制であるという以外は、ほぼテーマパーク社員や正社員と同じ業務を行っている部署もある。全てのキャストの頂点にあるのが「東京ディズニーリゾート・アンバサダー」である。
同じ職種の場合、人員確保のため一定期間においてロケーションの変更は容易である。また、規定の勤務をこなしながら異なる職種の体験をできる制度も存在する。例えば、アトラクション担当のキャストが商品販売担当のキャストを同時期にこなす、というものである。
また、当初は一部の職種にのみ存在したが、後に適用される職種が拡大された「テーマパーク社員」制度もある。テーマパーク社員は、準社員の監督・指導など、パーク運営業務の第一次的責任を担う「スーパーバイザー（Superviser―監督者。略名SV）」の候補（I-A区分）として採用されワーキングリード (Working Lead) として勤務に就く、その後選考により昇格した場合はスーパーバイザー（II区分）として、原則1年間の月給制契約により雇用される（更新等に所定の条件がある）。また、「専門業務従事者」として「ファイヤー（防火管理者）」や「ナース（看護師）」などの職種もスーパーバイザーとしての契約があるが、こちらはII区分へのステップアップはない。
準社員からテーマパーク社員や正社員に雇用される場合もあるが、テーマパーク社員へは G / I /  Cキャストで正社員からの推薦が必要になる。正社員への登用に至っては I / Cキャストでマネージャー職の正社員からの推薦が必要と非常にハードルが高く、ごく一部だけの実績があるだけである。2008年（平成20年）に正社員にまで昇り詰めた準社員は数名程度である。そのため、テーマパーク業務の知識を持たない正社員が増えてしまっている現状がある。しかしながら、東証一部上場企業の正社員にアルバイトからなることを考えれば相応のハードルであり、ファーストフード店やコンビニエンスストアなどといった、数千から数万規模の店舗を有し、店舗数に応じて社員が必要不可欠である上場企業とは単純に比較できない。
OLCが公表している、2007年（平成19年）4月1日現在のテーマパーク社員・準社員数は16,200名。職種による差はあるが、準社員の入れ替わりは激しい。入れ替わりが激しい理由としては、仕事の負担感に比して時給が安いなどの現実的な面と、学生の場合は授業やゼミなど学業、そして就職等との兼ね合いで辞めざるを得なくなるケースも多い。
ただ、一旦辞めても期間を置いて「再入社」という形で戻ってくるキャストも多く、中には退職・再入社を何度も繰り返す者もいる。これは、退社後一年以内の再入社は、以前の累積勤務時間が引き継がれ、時給の昇給や前述の職級等で有利になるためである。また、他の職種に鞍替えしたい場合には一旦退職して、面接からやり直さなければならないことも退職・再入社が多い一因となっている。
コスチュームはワードローブビルですべて貸し出しとなっており、イシュー・カウンターよりコスチュームを借り（人手を介する煩雑さを解消するため、RFIDが導入されて、一旦貸与がされたら後は保管所から自分で手続きして返還・帯出ができる様になった）、イシュー・ロッカー内のドレッシング・ルームで着替えて仕事に就く。なお、コスチュームに着替えて勤務するキャストには「着替手当」が付くという。
また、ショー出演者（エンターテイナー）の着替えや着付け等は、エンターテイナー専用のドレッシング・ルーム（楽屋）でおこなわれているため、準社員、テーマパーク社員、正社員のすべてを含めた通常のキャストは担当部署のキャスト（エンターテイメント関連）でなければ見ることも関わることもできないという。これにより、多くの他の部署の準社員が入れ替わりが頻繁に行われても、エンターテイメント関連の秘密が流出せずに保持されるよう徹底した管理が行われている。

### その他の運営関連
- オリエンタルランドは東京ディズニーリゾートにおける一部の清掃業務に関して1984年（昭和59年）から右翼関連会社への外部委託を行っていた。なお、実際にはこの会社から別の会社へ業務が丸投げされていたことが報道された。この件に関して最高裁判所は「右翼団体幹部への謝礼、贈答である」との認識を示した上で、再委託料との差額に関しては税金の申告漏れであるとの指摘を行った[55]。
- 「別世界」の雰囲気を壊さないために、迷子の呼び出しなどの放送が一切行われない。迷子の届けについては、各部署のキャストに業務無線で一斉指令が流れ、保安担当のキャストである「セキュリティー・オフィサー」を中心に全員が通常業務をこなしつつ探す。
例外として、ゲストの家族の身体・生命の安全に関わる重大な緊急事態で「大至急連絡を取りたい」と依頼があった場合や、救護室収容のゲストが病院等に緊急搬送される際に、同行者などが見つからず連絡が取れない場合などに限り、「東京ディズニーランド（シー）よりお知らせいたします。○○県よりお越しの○○様、お近くのキャストまでお知らせ下さい」とパーク内に一斉放送が流される。また雷雨など、パーク全域でゲスト（及びキャスト）の行動を制限する必要がある場合、公共交通機関が大規模に不通になってしまった場合などにも放送が行われることがあり、「ページング」と呼称されている。なお、試験放送については毎朝、開園前に実施されている。ちなみに、非常放送設備は通常放送の設備とは分離されており、非常放送が行われるときは屋外の通常放送はすべて停止する。非常放送はバックステージでもオンステージと同じ放送を聞くことができるようになっている。また、主要な放送設備はすべて非常電源で保護されており、停電になっても5-6時間は放送が可能であり、停電になっても通常放送のBGMは流れ続ける。
- 一般募集を行っていない会員制レストラン「クラブ33」の存在、大口スポンサー関係者専用ラウンジの設置、バックステージ施設や業務内容のほとんどが英語名で表現されている（例：休憩を「ブレイク」と呼ぶ、すべての施設には内部で通用するアルファベット3文字の「3レターコード」が割り当てられている）点が「アメリカ的」と評される。
- 俗に言われる「すべてのゲストがVIPである」というスローガンは、「キャストはすべてのゲストをVIPと思い、自分が対応している相手に、できる最高のもてなしを提供すべし」といった趣旨のものであり、パークのすべてのサービスがVIP用になっているという意味である。通常のサービスを超えて特別な対応を行うのは、要人（天皇皇后を始め皇族や王族・総理大臣や閣僚など一部の警護対象者、および国賓・公賓として来日している外国の首脳・閣僚、一部のセレブリティなど。キャストにはゲストに対しての緘口令が敷かれることもある）に対してだけであり、これは、優遇というよりも対象人物の安全確保や、対象人物の入園による混乱等に起因する事故防止等の保安上の理由が大きい。一介の芸能人や国会議員レベルの政治家では特別対応を受けることはできない。ただし、状況によりレストラン等では現場の判断で一般のゲストから離れた席を案内する等の配慮は行われている。
- 京成グループで、同社のBMK推進運動（接客レベル向上の取り組み）にも参加するが、ディズニーとの契約上、キャストは勤務中においてディズニーから許可を受けたアイテム以外は着用することができない。また、雰囲気にそぐわないためからか、他のグループ各社が行っているような幟旗の掲示や、社員が運動のPRバッジをつけたりすることは関係会社すべてにおいて行われていない。なお、OLCのディズニーブランドの施設では、ディズニーから導入された独自の接客マナー向上・表彰制度（グッド・コーテシー・アワード）が存在するという。
- 長年に渡り、親会社の京成電鉄株式よりもオリエンタルランド株式の時価総額の方が高いというねじれ現象が発生しており[注釈 10]、オリエンタルランドの株式を2割保有している京成電鉄を買収すれば自動的にオリエンタルランドを安価で支配できるため、2005年2月に発生したライブドアによるニッポン放送の買収騒動ではこの点が識者などから強く指摘された[97][98]。これを受けて、オリエンタルランドは経営権取得目的の敵対的買収に対抗するため、2005年や2008年などに自社株の株式公開買付け（TOB）を実施し、筆頭株主である京成電鉄が保有する自社株の一部を買い戻し、京成電鉄の出資比率を低下させているが、根本的な解決には至っていない[98][99]。
- ディズニーの世界を作るために、例えば「ランド・シーの各パークごとにディズニーキャラクターは一体しか存在しないようにする」、「いわゆる「中の人」を絶対に存在しないように扱う」など、キャラクターの扱いに関して、アイデンティティを維持するよう徹底しているという。
- 東京ディズニーリゾート周辺の道路もオリエンタルランドの私有地（私道）となっており、維持管理も同社が行っている。これは浦安市が直接管理してしまうと管理費用が高額になるのを避けるための措置であり、オリエンタルランドが道路管理している部分のガードレールや道路標識は同社独自のデザインや塗装などが施されている[26]。

### 事故・事件
- 2001年（平成13年）
  - 9月11日
アメリカ同時多発テロ事件の影響により、以降TDR全域にわたり警備体制を強化した。この後、徐々にパークにて手荷物検査をスタートし、パークはもとより、特にエントランス周辺における犯罪や事故が激減したこともあり、現在ランドには手荷物検査所も設け、シーと共に半永久的に実施中。
- 2001年（平成13年）11月11日
  - 東京ディズニーシー・ホテルミラコスタの屋上に取り付けられていたクリスマス用の電飾がショートし、ぼやが発生した。けが人などはなかった。
- 2003年（平成15年）
  - 12月5日
TDLのパーク内にあるアトラクション「スペースマウンテン」で走行中に車両後部の車軸が折れ、脱輪する事故が発生した[51]。
原因は、1995年（平成7年）9月に車輪の軸受部分の設計サイズを、従来のヤード・ポンド法からメートル法に変更した際、図面の修正や管理が適切に行われなかったため、新旧2種類の図面が混在することとなり、軸受に合わない車軸が旧図面で発注されてしまったためである。
その結果、軸受と車軸との間に想定値以上の隙間が発生し、車軸に無理な負担がかかったため、車軸が折損してしまった。2004年（平成16年）2月18日まで運転を中止[52]。
- 2004年（平成16年）
  - 10月22日
TDSで開業以来初めての大規模な停電が発生した。午後3時40分頃に発生したこの停電は、復旧のめどが立たず、OLCは午後6時での臨時閉園を決定した。当日入園していた客に対しては、入場料の払い戻し、もしくは無料パスポートの配布が直ちに行われた。また、合わせてTDLへの入場無料の措置がとられ、東京ディズニーシー・ステーションから東京ディズニーランド・ステーションまでの区間で「ディズニーリゾートライン」が無料で乗車できる措置が取られた。
- 2005年（平成17年）
  - 1月4日
TDLやTDSの「年間パスポート」の顧客情報が流出した可能性があるとの調査結果を発表した。流出した個人情報は、121,607人分（2000年（平成12年）10月 - 2004年（平成16年）12月・推定）で、氏名・住所・電話番号・生年月日・性別・有効期限・パスポート番号が含まれていた。流出した時期は不明。2001年（平成13年）以降にパスポートを購入した10人に対し、2004年（平成16年）12月23日から29日に「有効期限が切れる前に代金を口座に振り込め」などの電話があったという。OLCは、ネットワーク経由での社外からのハッキングや、パスポート作成窓口での抜き取りの可能性はないとしている。データベースへ情報を登録する作業担当者やメンテナンス担当者、ダイレクトメールの送付を行う外部業者の可能性が考えられる。
  - 5月20日
読売新聞の報道により、1984年（昭和59年）から行われてきた暴力団系右翼関連企業との不透明な利益供与が発覚した[55]。
- 2006年（平成18年）
  - 9月28日
JR東日本京葉線鍛冶橋変電所配電盤焼失事故による運転見合わせの影響により、TDR各施設のかなりの数のキャスト（従業員）の出勤が困難となり、TDL・TDS合わせ68あるアトラクションのうち、開園時19が稼動できない事態となった（その後約2時間ですべてが稼動）。 また、ゲストのアクセスも代替ルートである東京メトロ東西線の大混雑を中心に多大な影響を与えた。
- 2007年（平成19年）
  - 1月18日
TDL内のレストラン「イーストサイド・カフェ」にて提供された前菜「カプレーゼ（モッツァレラチーズとトマトの前菜）」のうち、9食に賞味期限が1月17日となっているモッツァレラチーズを使用していたことが18日午後2時10分に判明した。OLCは、判明後直ちに提供を一時中止、新たに賞味期限内のチーズが納品されたことにより、提供を再開し、この事実を翌1月19日に自ら公表し、浦安保健所などに届出を行った。OLCの自社調査によると、原因は自社倉庫の納品担当者が当日の日付を1月17日と勘違いし、賞味期限切れに気付かないまま当該チーズを出庫・納品していたことに加え、店舗担当者が本来行われるべき納品されたチーズの日付確認及び商品検収記録簿への記載を行わないまま使用し、本来の納品フローと異なる対応をしたためである。
  - 2月9日
リゾート内レストラン及びホテルの予約受付を2月一杯中断した。横浜の総合予約センターで1月末の予約管理システム更新時に発生した原因不明のコンピューターシステムダウンのため。
  - 3月18日
緊急走行中のOLC診療所所属・TDL配置の救急車とトラックが浦安市運動公園前交差点で衝突し、救急車が横転。運転・添乗していたセキュリティキャストと添乗していた看護師（ナースキャスト）、搬送中のゲスト3名の6名中被搬送者とナース、計4名が軽傷を負った[100]。
  - 7月31日
映画「パイレーツ・オブ・カリビアン/ワールド・エンド」にちなんだキャンペーン「パイレーツ・テイスティートレジャー」がアンバサダーホテルのHPで告知されたが、このキャンペーン用のFlashや各ページの背景にゲーム「ファイナルファンタジーXI」内のものが使用されていることが判明し、運営者であるミリアルリゾートホテルズが同HPに謝罪文を掲載した。外部の委託デザイナーのいたずら心とは言え、権利関係に厳しいディズニーによる無断借用として注目されたこの騒動は、発生からわずか数日で収束した。権利者であるスクウェア・エニックスは特にコメントを出していない[101]。
- 2007年（平成19年）10月30日
  - リゾート内で開催されたパレードやショーをビデオカメラで撮影したDVDをインターネットオークションサイトで販売したとして、東京都の会社員/千葉県の無職の合計男女4人（当時、29、36、24、52）が著作権法違反で逮捕された。2008年1月千葉地方裁判所で有罪判決がでた。
  - 12月9日
午後6時10分ごろ、TDLのパーク内にあるアトラクションを動かすための圧縮空気製造システムに障害が発生し、41あるアトラクションのうち、最大で26が非常停止した。ほとんどのアトラクションで非常用電源などのバックアップシステムを作動させ、車両を乗降口まで移動させたものの、「スペース・マウンテン」などではキャストが乗客を誘導し、非常用通路などを使って避難させた。けが人はなかった。アトラクションの一斉停止は雷や地震などの天災を除くと1983年（昭和58年）の開園以来、初めてのことだという。OLC広報部によると、電気系統でシステム障害が発生し、停電になったという。午後9時ごろまでに22が復旧したが、「ミクロアドベンチャー!」などの残り3は午後10時の閉園まで復旧しなかった。当時、パーク内には約4万人のゲストがいた。パーク内の照明やレストラン、ショップなどに影響はなく、花火やパレードなどは予定通り実施された。TDSには影響はなく、翌日は通常通り営業した。原因は新たに稼働を開始したCEP（セントラルエネルギープラント）棟（変電所を管理するコントロールシステム）への移行据付時に担当業者による配線ミスがあったため、安全装置が作動し、アトラクションで使用される圧縮空気の製造装置への送電が自動的に停止したためだという。
- 2008年（平成20年）
  - 1月3日
午後2時30分ごろ、TDLのパーク内にあるアトラクション「スイスファミリー・ツリーハウス」の3階屋根でぼやが発生した。アトラクション内に5つある樹上の部屋のうち、ベッドルーム（約40m2）にあるわら製の天井の一部（約17m2）を焼き、約30分後にキャストが消火器で消し止めた。屋根のわらには防燃材が塗られていた。出火当時、アトラクション内には約100人のゲストがいたものの、火災報知器が作動したため、キャストの誘導によりアトラクションの外へと避難した。けが人はなかった。この日、TDL内には約6万人のゲストがいた。出火場所はゲストの通路近くにあり、周囲には火の気がないことから、千葉県浦安警察署や浦安市消防本部などは、たばこの投げ捨てが原因による失火、もしくは不審火の可能性を視野にいれ、詳しい出火原因を調べている。付近にある電気系統に異常は見られなかった。浦安市消防本部の消防車2台も現場へ出動したが特に混乱はなく、パークはこのアトラクションを除いて予定通り午後10時まで営業した。翌日も通常通り営業した。出火元となったアトラクションについては、修復を行ったうえで運営を再開した。OLCによると1983年（昭和58年）の開園以来、TDLのアトラクションでの火災は初めてという。1989年（平成元年）5月にはパーク内にあるレストランの厨房でぼやがあった。
  - 1月8日
午後2時20分ごろ、TDLで行われていた昼のパレード「ディズニー・ドリームス・オン・パレード"ムービン・オン"」の17台あるフロートのうち、11台目に取り付けられていた、長さ約3mの鉄製の支柱が真ん中付近で折れ、支柱に取り付けられていた飾りとともに崩れ落ちる事故が発生した[62]。
支柱と繊維強化プラスチック製の惑星型の飾りを含めた総重量は約300kgあり、シンデレラ城付近でパレードを歩道から観覧していたゲストのすぐ目の前に落下したが、ゲスト・キャストを含めケガ人はなかった。パレードは約5分間の中断ののち、落下した飾りが撤去されて一部を除き再開した。
この日、TDL内には約1万8000人のゲストがいた。パークは予定通り午後7時まで営業し、翌日も通常通り営業した。
この事故を受けOLCは、8日には夜のパレード「東京ディズニーランド・エレクトリカルパレード・ドリームライツ」を、9日から11日まで昼・夜の2つのパレードをそれぞれ中止し、全46台あるフロートの安全点検を行った[63]。
12日から2つのパレードともに、安全が確認されたフロートのみを使って再開されている12日はムービン・オンが天候不良のため中止となり、レイニーデイ・ファンが再開1つめのパレードとなった。
原因は金属疲労によって発生した微細な亀裂で[61]、パレードのフロート製作・点検・整備を受託している東宝映像美術が2007年（平成19年）10月に実施した年1回の定期点検で、非破壊検査を本来同検査を実施する資格のない同社従業員が実施したため、その段階であったであろう亀裂を発見できず、結果的に亀裂が拡大して破断したためである。
  - 4月21日
TDL施設内のベビーセンター内で3月27日、4月3日、9日、19日に各日一個ずつ明治乳業の賞味期限切れ「明治ベビーフード 赤ちゃん村 麦茶」を販売していたことが発覚[64]。原因はキャストのチェックミス。
  - 9月1日
東京ディズニーリゾートのパーク内への一脚・三脚・ハードケースなどのカメラ補助機材が持ち込み禁止となった。
  - 9月10日
OLC診療所所属・TDS配置の救急車が車検切れの状態で公道を走行していたことが判明した[102]。同車両が車検が切れた状態で公道を走行していたのは2008年（平成20年）3月から9月と見られ、OLCが事実を確認した段階で所轄の警察署に届け出たことから明らかになった[102][103]。
12月22日に車検切れのまま走行させていたして管理担当達14名が書類送検される[69]。
  - 11月2日 - 11月10日
直営レストラン「ロティズ・ハウス」にて賞味期限の切れた鴨肉を使用し、食べた男性が腹痛を起こした事故が発生[68]。
  - 11月24日 - 11月27日
シルク・ドゥ・ソレイユ シアター東京で賞味期限切れのコカコーラ（カロリーフリー）46杯を販売していたことを発表した。コーラは劇場内の飲食物販売コーナーのタンク内で原液に炭酸、飲用水を混ぜ、300mm3容器入りを、300円で販売。従業員は、賞味期限が2008年（平成20年）11月23日だった原液を使ってコーラを11月24日に34杯、11月27日に12杯売った。劇場内の飲食物は1日2回、従業員が賞味期限の点検することになっているが、見過ごしていたのが原因であった[104][105]。
- 2011年（平成23年）
  - 3月12日
前日に起きた東日本大震災の影響により施設点検を行うため、東京ディズニーリゾートの運営を見合わせることを発表した[広報 17]。運営再開は2011年3月21日を目途に発表するとのことであった[広報 18][広報 19]。その後、東京電力の電力供給力の低下とそれに伴い実施された計画停電の影響で、再開の見通しが立たないまま施設のほとんどで休業が続けられた。その後4月15日にはTDLが[広報 20]、4月28日にはTDSが再開[広報 21]。順次運営を正常化した。
- 2012年（平成24年）
  - 「レイジングスピリッツ」で安全バーが開いたまま動きだし、乗客が2週間程度の怪我を負う転落事故が発生[75]。
同事故の影響で6月13日まで「レイジングスピリッツ」は運航休止[76]。
- 2013年（平成25年）
  - 6月20日
週刊文春（2013年6月27日号）に、「東京ディズニーランドの食品が危ない！」という記事が掲載された[106]。
ディズニーシー名物「ギョウザドッグ」は原料も加工も中国、「ケーキにカビ」「赤ちゃん用麦茶は賞味期限切れ」「使用禁止添加物クッキー」・・・という見出しの記事だった。
- 2015年（平成27年）
  - 10月27日
10月27日早朝、東京ディズニーシー内のアトラクション「ヴェネツィアン・ゴンドラ」で、夜間清掃を担当するMBM所属の男性が人工河川に転落し、水死した[80][107]。
- 2019年（平成31年）
  - 2月5日
同社の男性社員が詐欺の容疑で埼玉県警所沢署に逮捕された。逮捕容疑は結婚する意思がないのに所沢市在住の女性と結婚を前提に交際し、前年11月30日と12月3日に女性から現金計635万円をだまし取った疑い。男性社員は「だましたことは間違いない」と容疑を認めた[108]。同社広報部は逮捕を受けて「事実関係を確認し、厳正に対処する」とのコメントを出した[109]。
- 2022年（令和4年）
  - 3月29日
2013年から約5年間、契約社員（パートとの報道も）の女性に対し上司らがパワハラを行い、心身に苦痛を受けたとして、千葉地方裁判所は同社の安全配慮義務違反を認め、会社側に88万円の支払いを命じた[110][111]。2023年6月28日、控訴審判決で東京高等裁判所は、女性の主張について事実として認められないか、違法とまでは言えないと判断し、一審判決を取り消し、女性の請求を棄却した[112]。
- 2023年（令和5年）
  - 2月6日
オリエンタルランド傘下のブライトンコーポレーションが運営しているディズニーホテル「東京ディズニーセレブレーションホテル」の派遣社員が勤務時間中にホテル内のレストランでジュースを手にふざけている動画を撮影。SNSに投稿し、拡散していることが報じられ、同社が動画投稿の事実を認めた上で再発防止に務めるコメントを出す事態になった[113][114]。
  - 6月9日
東京ディズニーランドのアトラクション「ウエスタンリバー鉄道」のミシシッピ号に搭載されているボイラーの性能検査有効期間が2023年5月18日で切れているにもかかわらず、同年6月5日までの19日間運行していたことが同月6日に判明したとして、謝罪した[115]。

## 東京ディズニーリゾートの広告展開
OLCは、ディズニーとの契約上、TDRの運営企業としてCMや広告などには一切その企業名が掲載されない。ただし、求人広告には労働関係法規のため、またパークの入場と宿泊をセットにした「東京ディズニーリゾート・バケーションパッケージ」関連の配布用印刷物等にはOLCが第二種旅行業（当初は横浜市にあるTDR総合予約センターを店舗として神奈川県に登録されていたが、現在は舞浜の住所に登録が変更となったため、千葉県に登録されている。登録番号は千葉県知事登録旅行業第2-810号）として予約受付を行うため、旅行業法等によりその企業名が記載されている。また、広告の出稿はディズニーではなく、OLCが行っている。

### 新聞・雑誌
新聞では主に全国紙に掲載される。まれに地方紙にも掲載されることがある。参加企業の広告と抱き合わせで掲載されることもある。雑誌については、Hanakoなどの総合情報誌のほか、ZAITENなどビジネス誌にも出稿している。

### テレビ
スポットCMは、首都圏の民放キー局及び首都圏以外の政令指定都市（特に静岡県など）を中心に放映されており、新規アトラクションの告知やイベントの告知、TDLもしくはTDSの施設全体の宣伝など、内容は様々である。地方では、新規アトラクション導入か、春などの閑散期、夏休みなどの繁忙期を除いてスポットCMはめったに放送されない。なお、スポットCMの取り扱いについては、広告代理店にすべて委託されている。
以前は特定の番組のスポンサー（全国ネット）になるということはめったになかったが、2006年（平成18年）秋ごろから、全国ネットのテレビ番組にスポンサーとして広告出稿を行っており、提供クレジットに「Tokyo Disney Resort」のロゴを出すようになっている。
ちなみに、TDL開園前もCMは流された。TDLのテーマソングである「東京ディズニーランド・イズ・ユア・ランド」(Tokyo Disneyland Is Your Land )にあわせてパークの風景が出され、最後は前売券の販売告知になっているものであった。なお、これは麻木久仁子のCMデビュー作でもある。また、TDS開園前には、「ディズニーの海へ」と題して、テーマポートと同じ数である7種類のCMが放映された。なお、このCMはOLCが一社提供でスポンサーを務める「夢の通り道」（日本テレビ）の中で再度放映された。

### ラジオ
2008年（平成20年）9月現在、JFN系列のラジオ局において「共通時報」を提供している。また、2008年（平成20年）9月15日にはTOKYO FMのラジオ番組「東京ディズニーリゾートpresents 25th Anniversary FANTASTIC AUTUMN!」を一社提供した。ベイエフエムでは1991年（平成3年）より土曜・日曜朝の「Disney Weekend Break（ディズニー・ウィークエンド・ブレイク）」、平日午前中放送の「IKSPIARI story（イクスピアリ・ストーリー）」を提供している（2010年代に終了）。また、2013年（平成25年）3月までは平日に時報スポットCMの提供もあった。

### 街頭広告
首都圏の鉄道各駅に加えて、鉄道車内や吊り広告に広告が掲載される。

### 提供番組
テレビ
在京民放5局や千葉テレビ放送でスポットCMが放送されている。
ラジオ番組
- JFN時報（土曜・日曜の5:00-13:00に1時間交代で JFN系列、2008年4月 - ）

過去の提供番組
- ディズニー・ウィークエンド・ブレイク（土曜・日曜の7:55 - 8:00、ベイエフエム）
- イクスピアリ・ストーリー（月 - 木の9:57 - 10:00、同上）
- ホテルズ・スタイル（月 - 木の13:57 - 14:00、同上）
- ディズニーホテルズ・スタイル（木曜11:35 - 11:40、同上）
- スティッチ!（テレビ朝日系列）
- Disney Time（テレビ東京系列・金曜日のみ）
- アナザースカイ（日本テレビ系列・2019年4月 - 10月）
- 夢の通り道（日曜21:54 - 22:00、日本テレビ・一社提供）

## 東京ディズニーリゾートの参加企業制度
TDL・TDS内にあるいくつかの施設（レストラン・アトラクション・サービス施設など）には、一業種一社を原則として、国内の大手企業がスポンサーとしてついている。これは、「参加企業制度」と呼ばれるもので、パーク内で配布されるパンフレットに企業名を掲載したり、施設の出入口などに企業名が記された看板を掲げたり、コマーシャルなどの広告宣伝活動にパーク内の風景やキャラクターを使用する権利を与える代わりに、企業から建設資金や運営資金などの援助を行うものである。なお、同様の制度は、キッザニア東京の「スポンサーシップ」（オフィシャルスポンサー・シアターサポーター・協賛企業）やユニバーサル・スタジオ・ジャパンの「コーポレート・マーケティング・パートナーズ」にも見られる。ただし、「コーポレート・マーケティング・パートナーズ」では一業種で複数の企業が参加している。
ちなみに、この「参加企業制度」参加表明の第一号は、松下電器産業（現：パナソニックホールディングス）である。これは、創業者である松下幸之助が、ウォルト・ディズニーの思想に共鳴し、ディズニーランドの経営に強い興味を示したからである。その後、松下幸之助が日本の歴史を紹介するアトラクションとして、松下電器の提供でミート・ザ・ワールドを建設させた話は有名である（後に松下電器はこのアトラクションの提供を終了、2002年（平成14年）に運営終了）。またOLCから打診を受け、参加企業として参加表明をしたのはキリンビールが第一号である。なお、当時、松下電器もキリンビールも参加表明をしただけであって、スポンサー契約締結第一号は明治乳業である。
また、スポンサー契約の一環として、日本航空を「オフィシャルエアライン」、JCBを「オフィシャルカード」としている。

日本航空では、子会社であるジャルツアーズのパッケージツアー「JALSTAGE」で「JALで行く東京ディズニーリゾート」が独自に設定されており、ツアー利用客専用の羽田空港とパーク間の無料送迎バスをはじめ、ショー鑑賞券やディズニーキャラクターが使われている景品などの特典が用意されている。また、JALの羽田空港発着路線がある都市にはJALとOLC共同でプロモーション活動を行うこともある。

一方、JCBは目立った特典といえば毎年12月に行われる、カード利用者を対象とした約3万人規模の「JCBマジカル」程度である。また、レジのそばにJCBのロゴとJCBカードが使える旨が書かれたプレートが貼られているため、パーク内ではJCBカードしか使えないと思っているゲストも少なくない（ただし1990年代までは本当にJCBカードしか使えなかった。園内にある三井銀行→さくら銀行（当時）のATMによるキャッシングのみ）。現在はJCB以外のクレジットカードも利用することができ、3万円未満の一括払いであればサインレスという点も同じで、利用する面で特にJCBが優遇されているようなことはない。一方で、JCBギフトカードをパーク内で利用することはできない（ボン・ヴォヤージュ、イクスピアリ、ディズニーホテルでは利用できる店舗が存在する）。ちなみに、世界のディズニーパークの中で、JCBがオフィシャルカードになっているのは東京ディズニーリゾートのみで、他のテーマパークではディズニーとスポンサー契約を結んでいる「VISA」がオフィシャルカードになっている。また、イクスピアリではオリコのブランドで提携カードを発行しているほか、非接触決済方式にはMasterCardコンタクトレスを採用している。
また、東京ディズニーリゾート内で販売される商品に、参加企業のロゴマークを付ける事例もある。現在、東京ディズニーリゾートで販売されている菓子などの食品には、製造者名ではなく、OLCが各製造会社に割り当てたコードだけが明記されている。これは、購入客からの全ての問い合わせをOLCが管理するためとされており、一種のプライベートブランドとも言える。ただし、回収や代金払い戻しなどが生じた場合は製造者名を公表する。しかし、参加企業である「ユーハイム」が製造した商品には製造者名は明記されてはいないものの、ユーハイムのロゴマークや、ユーハイムが東京ディズニーリゾートの参加企業であることを知らせるメッセージが印刷されている。
OLCはスポンサー関係維持の観点から、一部のスポンサー企業との間で株式持ち合いを行っている（2022年6月時点でキッコーマン・日本航空・山崎製パンの3社）。なお、ANAホールディングスのようにスポンサーの同業企業との間で株式持ち合いを行っているケースもある。
なお、近年では、この参加企業制度に対して、費用に見合った広告宣伝効果があるのかと疑問視する声があることも事実で、2006年（平成18年）9月には6社が同時に契約更新を打ち切るなど、その影響がすでに見られている。また、この事態に対応するため、OLCは、従来は禁止していた「商品名」を記した看板を設置できるよう、スポンサー契約条件の緩和などを検討している。ちなみに、海外のディズニーパークでも各国の大手企業がスポンサーとしてついている。中には、本田技研工業のように香港ディズニーランドなどの海外のディズニーパークとだけスポンサー契約を結んでいる企業もある。

## 新規事業展開

### 事業化が正式発表されたもの

#### クルーズ事業
2024年7月9日のプレスリリースで、日本国内においてのディズニークルーズの展開に向けてディズニー社とライセンス契約を締結したことが発表された。総投資額は約3300億円の見込みで、就航は2028年度の予定。
同年11月29日には東京都と東京湾におけるクルーズ事業に関する連結協定の締結を発表した。同時に東京国際クルーズターミナルが主要な発着拠点となることも発表された。
2025年2月4日にオリエンタルランド、日本郵船、郵船クルーズの三社間でクルーズ事業の業務提携に向けた基本合意書を締結したことを発表した。

### 事業化検討中とされているもの

#### 海外展開
2008年（平成20年）4月16日の千葉日報の記事によると、TDL25周年の記念式典の後に行われた記者会見の中で、OLCの加賀見俊夫会長が、ディズニーブランドの施設を東南アジアに建設する計画があることを発表している。場所や規模、建設時期についての明言は避けたが、すでに調査が進められているとのことである。アジア地区にはすでに東京に加えて香港にもディズニーパークがあるが、加賀見会長はそれら施設とのすみわけは十分可能であると述べた。加えて私見として、スキーやスイミングなどの参加型施設の展開も視野に入れていることを明かした。ただし、下記の新規事業計画の断念に、この計画も含まれる可能性はある。

### 過去に事業化が検討されたもの

#### ディズニーブランドによる屋内型アミューズメント施設
OLCは2007年（平成19年）5月に「中期経営計画」を発表した。その中で、2011年（平成23年）3月までに首都圏以外の大都市中心部において、ディズニーと屋内型エンターテイメント施設を共同開発する目標を掲げていた。
2008年（平成20年）1月1日の西日本新聞の記事によると、OLCが世界初業態の屋内型娯楽施設を、福岡市内にも開設する方向で候補地の最終調整に入ったこと、場所は福岡地所が運営する「キャナルシティ博多」の東側に一帯約1ヘクタールに建設が予定されている「第二キャナルシティ（仮称）」が最有力で、九州新幹線鹿児島ルートが全線開業する2011年をめどに開設する意向と報じられた。新施設の内容はディズニーとも協議中で未定だが、既存のテーマパーク型ではなく、建物内部でディズニーキャラクターを使ったショーや飲食、物販の提供を中心に据える方針とのことであった。絶叫型のコースターは設置しない方向という。オリエンタルランドの投資額は200億から300億円の見通し。入場者は年間数百万人を想定している。ただし、大阪への進出計画と同様に、OLCは「具体的なことは何も決まっていない」と発表していた。
2008年（平成20年）10月7日、OLCは規模に見合った収益が見込めず、事業性が乏しいことを理由に、ディズニーと屋内型エンターテイメント施設を共同開発する目標を断念し、計画の検討作業を終了することを明らかにした。

#### 大阪駅前再開発ビル
2008年（平成20年）12月5日、OLCは日本郵政とJR西日本が共同開発し、2012年開業予定のJR大阪駅前大阪中央郵便局改築を核とする再開発超高層複合ビル（のちのJPタワー大阪）内に建設される劇場をOLCがテナントとして経営・運営することを正式に発表した。上演内容は「これから検討する」としており、一部の報道であったディズニーやシルク・ドゥ・ソレイユの公演については「現在のところは無い」と発表している。しかし、再開発ビルの開業時期が遅れる見通しとなったことから、2010年（平成22年）5月18日に契約を解除した。

## 関連企業
2025年5月1日現在

### 連結対象子会社
- ミリアルリゾートホテルズ
- 舞浜リゾートライン
- イクスピアリ
- 舞浜コーポレーション
- グリーンアンドアーツ
- オリエンタルランド・クリエイションズ（旧・フォトワークス）
- ベイフードサービス
- リゾートコスチューミングサービス
- MBM（旧・舞浜ビルメンテナンス）
- Mテック
- オリエンタルランド・イノベーションズ
- ブライトンコーポレーション

### 持分法適用会社
- 京成バス千葉ウエスト（京成電鉄バスHD傘下）

### 過去の関連企業

#### 解散・合併・清算
- Eプロダクション
- OLC・ライツ・エンタテインメント
- オーエルシー・キッチンテクノ
- 舞浜リゾートキャブ
- デザインファクトリー（旧・フォトワークスとの合併）

#### OLCグループを離脱
- スマイルズ
- アールシー・ジャパン

## テレビ番組
- 日経スペシャル カンブリア宮殿 日本人に夢を！栄光と激動の50年 東京ディズニーリゾートの独自戦略（2014年12月18日、テレビ東京）[123]